# Las Vegas Film Critics Society Award per la migliore attrice non protagonista
Il Las Vegas Film Critics Society Award per la migliore attrice non protagonista è una categoria di premi assegnata da Las Vegas Film Critics Society, per la migliore attrice non  protagonista dell'anno.

## Vincitori e candidati
I vincitori sono indicati in grassetto.
- 1997
  - Alison Elliott - Le ali dell'amore (The Wings of the Dove)
- 1998
  - Kathy Bates - I colori della vittoria (Primary Colours)
- 1999
  - Chloë Sevigny - Boys Don't Cry (Boys Don't Cry)
  - Cameron Diaz - Essere John Malkovich (Being John Malkovich)
  - Catherine Keener - Essere John Malkovich (Being John Malkovich)
  - Patricia Neal - La fortuna di Cookie (Cookie's Fortune)
  - Sissy Spacek - Una storia vera (The Straight Story)
- 2000
  - Kate Hudson - Quasi famosi (Almost Famous)
  - Frances McDormand - Quasi famosi (Almost Famous) e Wonder Boys (Wonder Boys)
  - Connie Nielsen - Il gladiatore (Gladiator)
  - Kate Winslet - Quills - La penna dello scandalo (Quills)
  - Jennifer Connelly - Requiem for a Dream (Requiem for a Dream)
- 2001
  - Naomi Watts - Mulholland Drive (Mulholland Dr.)
  - Jennifer Connelly - A Beautiful Mind (A Beautiful Mind)
- 2002
  - Susan Sarandon - Igby Goes Down (Igby Goes Down) e Moonlight Mile - Voglia di ricominciare (Moonlight Mile)
  - Julianne Moore - The Hours (The Hours)
  - Meryl Streep - The Hours (The Hours)
- 2003
  - Holly Hunter - Thirteen - 13 anni (Thirteen)
- 2004
  - Cate Blanchett - The Aviator (The Aviator) e Le avventure acquatiche di Steve Zissou (The Life Aquatic with Steve Zissou)
- 2005
  - Frances McDormand - North Country - Storia di Josey (North Country)
- 2006
  - Jennifer Hudson - Dreamgirls (Dreamgirls)
- 2007
  - Cate Blanchett - Io non sono qui (I'm Not There.)
- 2008
  - Marisa Tomei - The Wrestler (The Wrestler)
- 2009
  - Mo'Nique - Precious
- 2010
  - Amy Adams - The Fighter
- 2011
  - Melissa McCarthy - Le amiche della sposa (Bridesmaids)
- 2016
  - Viola Davis - Barriere
  - Michelle Williams - Manchester by the Sea
- 2017
  - Laurie Metcalf - Lady Bird
- 2018
  - Regina King - Se la strada potesse parlare (If Beale Street Could Talk)